# Ságújfalu
Ságújfalu é um município da Hungria, situado no condado de Nógrád. Tem 12,03 km² de área e sua população em 2015 foi estimada em 1.023 habitantes.